# Ucieczka w kajdanach
Ucieczka w kajdanach (ang. The Defiant Ones, pl. Przekorni) – amerykański dramat z 1958 roku w reżyserii Stanleya Kramera. Scenariusz do filmu powstał na podstawie opowiadania Nedricka Younga.
Polska premiera odbyła się w lutym 1971 roku w podwójnym pokazie z reportażem Zanim wejdą do walki produkcji Wytwórni Filmowej „Czołówka” z 1970 roku

## Opis fabuły
Film opowiada historię dwóch więźniów (białego i czarnego), którzy w okresie segregacji rasowej uciekli przykuci do siebie. Aby przetrwać, muszą ze sobą współpracować.

## Obsada
- Tony Curtis jako John "Joker" Jackson
- Sidney Poitier jako Noah Cullen
- Theodore Bikel jako szeryf Max Muller
- Charles McGraw jako kapitan Frank Gibbons
- Lon Chaney Jr. jako Big Sam
- King Donovan jako Solly
- Claude Akins jako Mack
- Lawrence Dobkin jako redaktor
- Whit Bissell jako Lou Gans
- Carl Switzer jako Angus
- Kevin Coughlin jako Billy
- Cara Williams jako matka Billa

## Nagrody i nominacje
Nagroda Akademii Filmowej
- Najlepsze oryginalne materiały do scenariusza i scenariusz – Harold Jacob Smith, Nedrick Young
- Najlepsze zdjęcia – filmy czarno-białe – Sam Leavitt
- Najlepszy film – Stanley Kramer (nominacja)
- Najlepszy aktor pierwszoplanowy – Sidney Poitier (nominacja)
- Najlepszy aktor pierwszoplanowy – Tony Curtis (nominacja)
- Najlepszy aktor drugoplanowy – Theodore Bikel (nominacja)
- Najlepsza aktorka drugoplanowa – Cara Williams (nominacja)
- Najlepszy reżyser – Stanley Kramer (nominacja)
- Najlepszy montaż – Frederic Knudtson (nominacja)

Złoty Glob
- Najlepszy film dramatyczny
- Najlepszy aktor w filmie dramatycznym – Sidney Poitier (nominacja)
- Najlepszy aktor w filmie dramatycznym – Tony Curtis (nominacja)
- Najlepsza aktorka drugoplanowa – Cara Williams (nominacja)
- Najlepszy reżyser – Stanley Kramer (nominacja)

Międzynarodowy Festiwal Filmowy w Berlinie
- Srebrny Niedźwiedź dla najlepszego aktora – Sidney Poitier
- Złoty Niedźwiedź (nominacja)

BAFTA
- Najlepszy aktor zagraniczny – Sidney Poitier
- Najlepszy aktor zagraniczny – Tony Curtis (nominacja)

Amerykańska Gildia Reżyserów Filmowych
- Najlepsze osiągnięcie reżyserskie w filmie fabularnym – Stanley Kramer (nominacja)

Amerykańska Gildia Scenarzystów
- Najlepszy scenariusz dramatu – Harold Jacob Smith, Nedrick Young